# 托雷西利亚德拉哈拉
托雷西利亚德拉哈拉，是西班牙卡斯蒂利亚-拉曼恰托莱多省的一个市镇。总面积71平方公里，总人口289人（2001年），人口密度4人/平方公里。